# La Baigneuse Valpinçon
La Baigneuse Valpinçon (du nom de l'un de ses propriétaires au XIXe siècle), également désignée sous le titre de Grande Baigneuse ou parfois simplement La Baigneuse, est un tableau du peintre français Jean-Auguste-Dominique Ingres daté de 1808 et conservé au musée du Louvre à Paris. Ingres le peint lors de son séjour à Rome en tant que pensionnaire de l'Académie de France, alors qu'il est âgé de 28 ans. Il constitue l'un des envois réglementaires de Rome à Paris qu'était tenu de faire le peintre dans sa qualité de pensionnaire de l'Académie. Son premier titre était Femme assise. Le motif de la figure sera répété, avec des modifications, dans deux autres œuvres, une version réduite dans un intérieur de harem, intitulée Petite Baigneuse, et comme figure centrale du Bain turc.

## Description
Le tableau représente une femme nue, vue de dos, coiffée d'un turban et assise sur le rebord d'un lit, baignée par une lumière diffuse. Elle constitue le sujet unique du tableau, encadrée par des tentures dont les plis verticaux mettent en valeur la sinuosité des lignes de son corps. Les lignes du corps sont pures, Ingres évitant volontairement de trop mettre en avant l'ossature.

## Sources d'inspiration

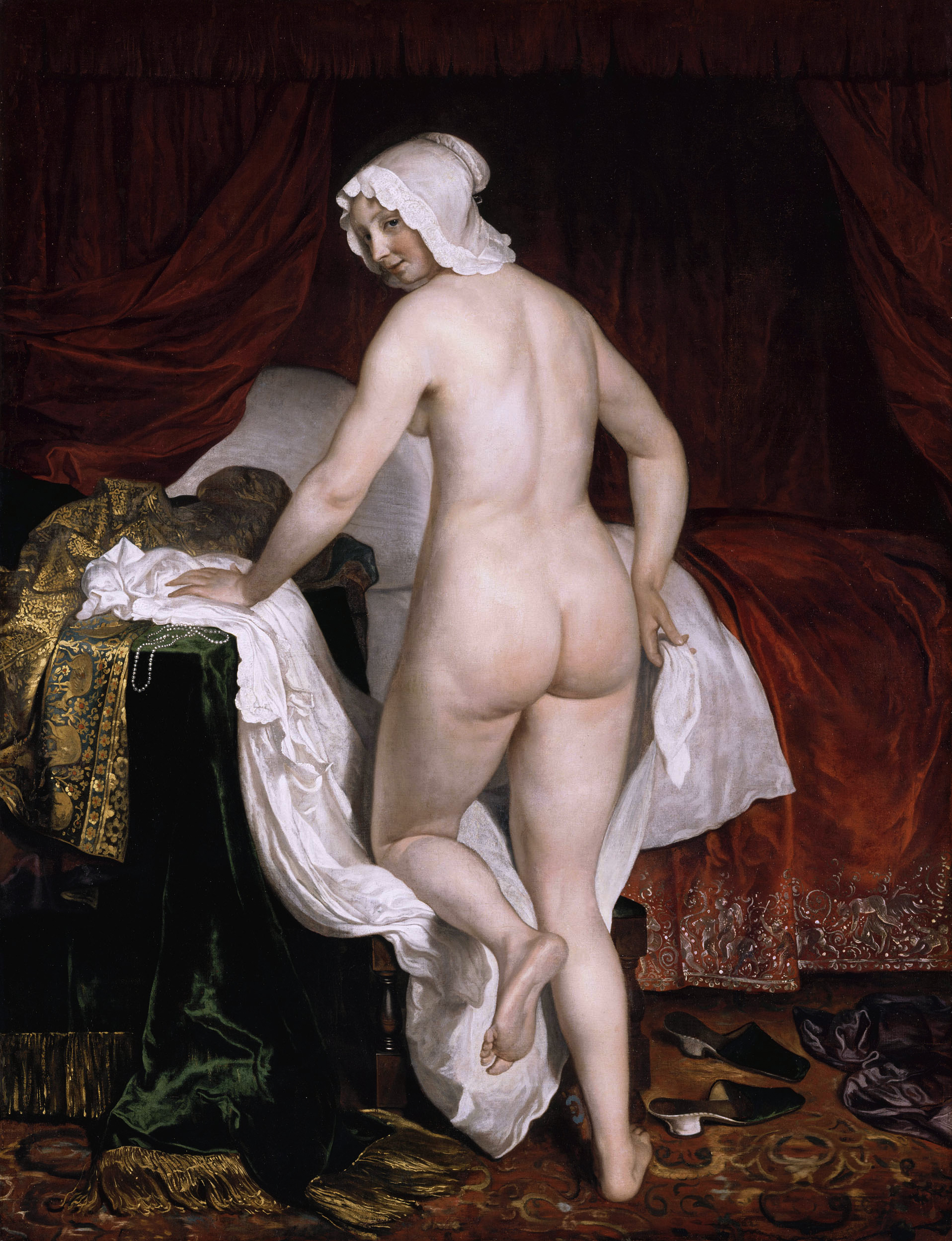
Jacob van Loo, Coucher à l'italienne, vers 1650.

Les références d'Ingres pour cette œuvre sont multiples. On cite Raphaël, qu'il admirait par-dessus tout, avec l'une des Grâces qu'il peignit dans la loggia de Psyché à la villa Farnésine mais également une gravure du Coucher à l'italienne de Jacob van Loo (tableau conservé au musée des beaux-arts de Lyon), qui représente lui aussi une femme nue vue de dos.

## Postérité
Le violon d'Ingres est une photographie de Man Ray de 1924 inspirée par la Baigneuse Valpinçon.
On dénombre plus d'une vingtaine de références à la Baigneuse dans l'œuvre d'Herman Braun-Vega. L'une des premières étant dans le tableau Le Bain à Barranco de 1984 où elle est représentée sur une modeste plage péruvienne.